# Dumasia truncata
Dumasia truncata är en ärtväxtart som beskrevs av Philipp Franz von Siebold och Joseph Gerhard Zuccarini. Dumasia truncata ingår i släktet Dumasia och familjen ärtväxter. Inga underarter finns listade i Catalogue of Life.